# Pegaeophyton
Pegaeophyton là chi thực vật có hoa trong họ Cải.